# Formazione Karabastau
La Formazione Karabastau è una formazione geologica del Kazakistan i cui strati risalgono al Giurassico superiore (Oxfordiano-Kimmeridgiano). In questa formazione sono stati ritrovati resti fossili estremamente ben conservati.

## Paleofauna

### Vertebrati
| Genere          | Specie          | Contea | Membro | Abbondanza | Note                                          | Immagine       |
| --------------- | --------------- | ------ | ------ | ---------- | --------------------------------------------- | -------------- |
| Morrolepis      | M. aniscowitchi |        |        |            | Un pesce osseo appartenente ai coccolepididi. |                |
| Batrachognathus | B. volans       |        |        |            | Uno pterosauro anurognathide.                 |                |
| Karatausuchus   | K. sharovi      |        |        |            | Un crocodylomorfo atoposauride.               |                |
| Karaurus        | K. sharovi      |        |        |            | Una delle salamandre più primitive.           |                |
| Sordes          | S. pilosus      |        |        |            | Uno pterosauro rhamphorhynchide.              | Sordes pilosus |

### Invertebrati
| Genere             | Specie                                 | Contea | Membro | Abbondanza | Note                                           | Immagine |
| ------------------ | -------------------------------------- | ------ | ------ | ---------- | ---------------------------------------------- | -------- |
| Auliepterix        | A. mirabilis                           |        |        |            | Una falena micropterygide.                     |          |
| Omma               | O. aberatum, O. jurassicum, O. pilosum |        |        |            | Un coleottero ommatide.                        |          |
| Mesogyrus          | M. antiquus                            |        |        |            | Un coleottero gyrinide                         |          |
| Palaeolepidopterix | P. aurea                               |        |        |            | Una falena micropterygide o eolepidopterigide. |          |